# Вислоплідник

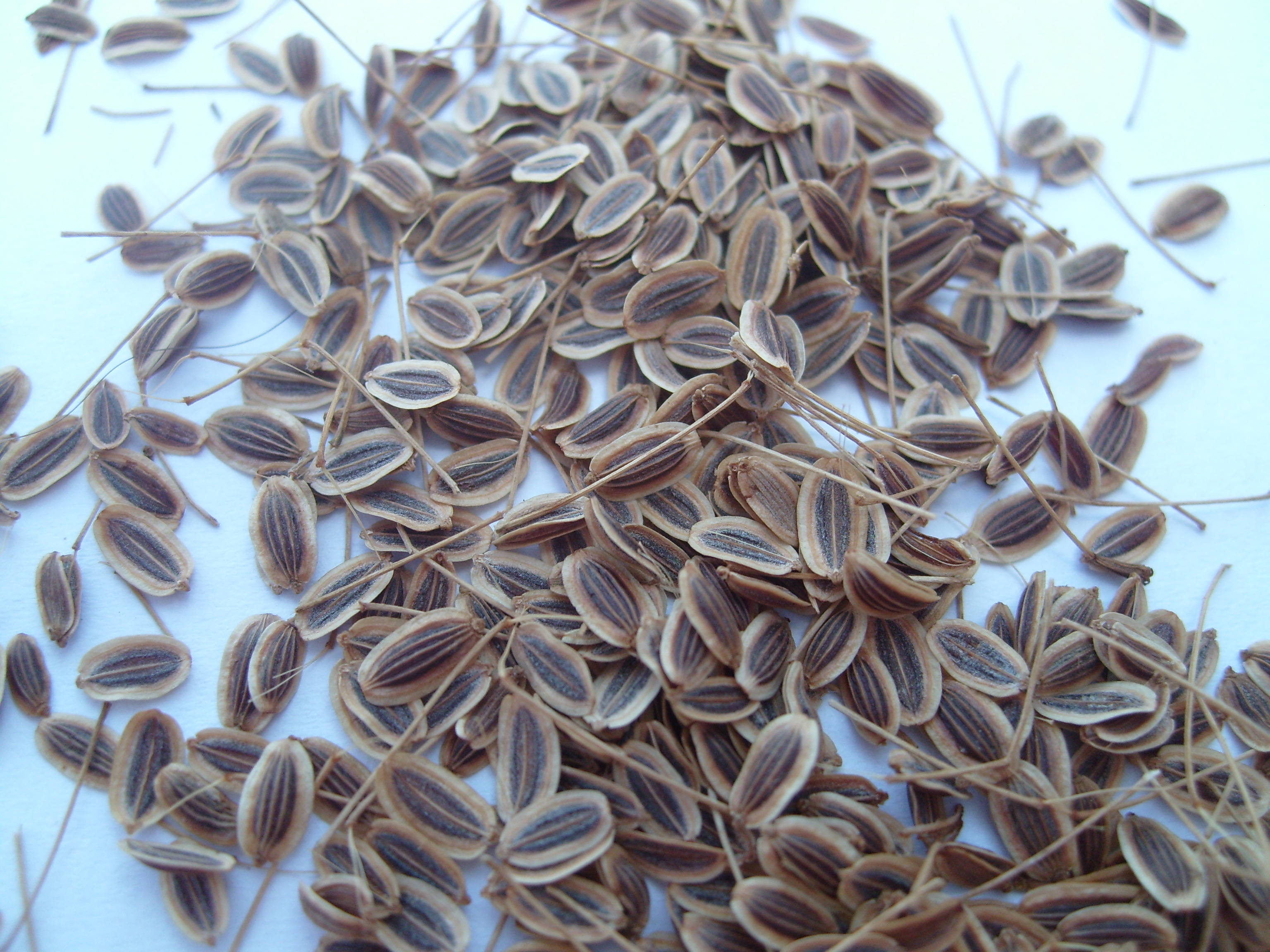
Насіння кропу, тип плоду — вислоплідник

Вислоплідник (лат. cremocárpium від дав.-гр. κρεμαννύω — «підвішувати» і καρπός — «плід») — сухий двосім'яний дрібний плід (двосім'янка). Характерний для деяких аралієвих, маренових і більшої частини зонтичних.
Розвивається з двогніздової зав'язі, досягнувши зрілості, розпадається поздовжньо на два мерікарпії (напівплід, часточки), що відповідають двом плодолисткам зав'язі, які висять на вильчато розщеплених надвоє стрижнях (карпофора), який переходить в плодоніжку.